# Гидроксид тория(IV)
Гидроксид тория(IV) — неорганическое соединение, гидроксид металла тория с формулой Th(OH)4, белое аморфное вещество, не растворимое в воде.

## Получение
- Действие перегретого водяного пара на металлический торий:

{\displaystyle {\mathsf {Th+4H_{2}O\ {\xrightarrow {150-280^{o}C}}\ Th(OH)_{4}\downarrow +2H_{2}\uparrow }}}
- Действие щелочей на растворимую соль тория:

{\displaystyle {\mathsf {Th(NO_{3})_{4}+4NaOH\ {\xrightarrow {}}\ Th(OH)_{4}\downarrow +4NaNO_{3}}}}

## Физические свойства
Гидроксид тория(IV) образует белое аморфное вещество.
Не растворяется в воде, p ПР = 43,11.

## Химические свойства
- Разлагается при нагревании:

{\displaystyle {\mathsf {Th(OH)_{4}\ {\xrightarrow {470^{o}C}}\ ThO_{2}+2H_{2}O}}}
- Реагирует с кислотами:

{\displaystyle {\mathsf {Th(OH)_{4}+4HCl\ {\xrightarrow {}}\ ThCl_{4}+4H_{2}O}}}
- Реагирует с углекислым газом:

{\displaystyle {\mathsf {Th(OH)_{4}+CO_{2}\ \xrightarrow {} \ Th(CO_{3})O\downarrow +2H_{2}O}}}